# Дубница (Сјеница)
Дубница је насеље у Србији у општини Сјеница у Златиборском округу. Према попису из 2022. било је 446 становника (према попису из 1991. било је 386 становника).

## Демографија
У насељу Дубница живи 233 пунолетна становника, а просечна старост становништва износи 28,2 година (27,6 код мушкараца и 28,9 код жена). У насељу има 70 домаћинстава, а просечан број чланова по домаћинству је 5,43.
Ово насеље је великим делом насељено Бошњацима (према попису из 2002. године), а у последња три пописа, примећен је пад у броју становника.
|  |

| Демографија | Демографија | Демографија |
| Година      | Становника  | Становника  |
| ----------- | ----------- | ----------- |
| 1948.       | 424         |             |
| 1953.       | 471         |             |
| 1961.       | 475         |             |
| 1971.       | 449         |             |
| 1981.       | 453         |             |
| 1991.       | 386         | 376         |
| 2002.       | 380         | 433         |
| 2011.       | 473         |             |

| Етнички састав према попису из 2002.‍ | Етнички састав према попису из 2002.‍ | Етнички састав према попису из 2002.‍ | Етнички састав према попису из 2002.‍ | Етнички састав према попису из 2002.‍ |
| ------------------------------------ | ------------------------------------ | ------------------------------------ | ------------------------------------ | ------------------------------------ |
|                                      |                                      |                                      |                                      |                                      |
| Бошњаци                              | Бошњаци                              |                                      | 371                                  | 97,63%                               |
| Муслимани                            | Муслимани                            |                                      | 7                                    | 1,84%                                |
| непознато                            | непознато                            |                                      | 2                                    | 0,52%                                |

| Година пописа     | 1948. | 1953. | 1961. | 1971. | 1981. | 1991. | 2002. |
| ----------------- | ----- | ----- | ----- | ----- | ----- | ----- | ----- |
| Број домаћинстава | 68    | 69    | 64    | 65    | 66    | 65    | 70    |

| Број чланова      | 1 | 2 | 3 | 4 | 5 | 6  | 7 | 8 | 9 | 10 и више | Просек |
| ----------------- | - | - | - | - | - | -- | - | - | - | --------- | ------ |
| Број домаћинстава | 6 | 6 | 2 | 9 | 9 | 21 | 9 | 1 | 0 | 7         | 5,43   |

| Пол    | Укупно | Неожењен/Неудата | Ожењен/Удата | Удовац/Удовица | Разведен/Разведена | Непознато |
| ------ | ------ | ---------------- | ------------ | -------------- | ------------------ | --------- |
| Мушки  | 125    | 49               | 71           | 5              | 0                  | 0         |
| Женски | 130    | 37               | 73           | 20             | 0                  | 0         |
| УКУПНО | 255    | 86               | 144          | 25             | 0                  | 0         |

| Пол    | Укупно                    | Пољопривреда, лов и шумарство | Рибарство                            | Вађење руде и камена | Прерађивачка индустрија       |
| ------ | ------------------------- | ----------------------------- | ------------------------------------ | -------------------- | ----------------------------- |
| Мушки  | 47                        | 26                            | 0                                    | 2                    | 5                             |
| Женски | 35                        | 30                            | 0                                    | 0                    | 5                             |
| УКУПНО | 82                        | 56                            | 0                                    | 2                    | 10                            |
| Пол    | Производња и снабдевање   | Грађевинарство                | Трговина                             | Хотели и ресторани   | Саобраћај, складиштење и везе |
| Мушки  | 1                         | 3                             | 0                                    | 0                    | 4                             |
| Женски | 0                         | 0                             | 0                                    | 0                    | 0                             |
| УКУПНО | 1                         | 3                             | 0                                    | 0                    | 4                             |
| Пол    | Финансијско посредовање   | Некретнине                    | Државна управа и одбрана             | Образовање           | Здравствени и социјални рад   |
| Мушки  | 0                         | 0                             | 0                                    | 0                    | 0                             |
| Женски | 0                         | 0                             | 0                                    | 0                    | 0                             |
| УКУПНО | 0                         | 0                             | 0                                    | 0                    | 0                             |
| Пол    | Остале услужне активности | Приватна домаћинства          | Екстериторијалне организације и тела | Непознато            | Непознато                     |
| Мушки  | 0                         | 0                             | 0                                    | 6                    | 6                             |
| Женски | 0                         | 0                             | 0                                    | 0                    | 0                             |
| УКУПНО | 0                         | 0                             | 0                                    | 6                    | 6                             |